# ديدمان
الديدمان (الاسم العلمي: Gisekia)، جنس نباتات عشبية من فصيلة الديدمانيات، وهو الجنس الوحيد في فصيلته.